# Fabián Coito
Fabián Coito Machado (Montevideo, 17 de marzo de 1967) es un exfutbolista uruguayo. Actualmente es el técnico de la Selección Sub-20 de Uruguay.

## Trayectoria
Fue entrenador por primera vez en Central Español en el 2004, ejerciendo este puesto hasta el 2005. En 2007 se adentró en las selecciones juveniles de Uruguay, comenzando por la selección sub-15 entre los años 2007 a 2009. Luego fue el entrenador de la selección Sub-17 desde 2009 a 2014, donde disputó el Campeonato Sudamericano Sub-17 de 2011 en Ecuador en el cual la celeste consiguió el segundo lugar y posteriormente en la Copa Mundial Sub-17 en México, donde también fue subcampeón. En 2014 se unió al cuerpo técnico de la selección Sub-20 como director técnico. En 2015 ganó la Medalla de Oro en los Juegos Panamericanos de 2015 de Toronto. En febrero de 2017 se coronó con la Sub-20 como Campeón Sudamericano ante el local, Ecuador, en el último partido, habiendo clasificado a la Copa Mundial Sub-20 de 2017 en Corea del Sur.
En 2019 se convirtió en el entrenador de la selección de fútbol de Honduras. Ese año dirigió al seleccionado en la Copa de Oro de la Concacaf 2019, en la cual fue eliminado en la primera ronda.

## Clubes

### Como jugador
| Club                 | País     | Año       |
| -------------------- | -------- | --------- |
| Montevideo Wanderers | Uruguay  | 1982-1992 |
| San Agustín          | Perú     | 1993      |
| Provincial Osorno    | Chile    | 1993      |
| Olimpia              | Honduras | 1994-1995 |
| Montevideo Wanderers | Uruguay  | 1995-1996 |
| Pachuca              | México   | 1996      |
| Montevideo Wanderers | Uruguay  | 1997      |
| Central Español      | Uruguay  | 1997-1999 |

### Como entrenador
- Actualizado al 7 de junio de 2024.

| Equipo                            | País       | Año             | PJ  | V   | E  | D   | Rendimiento |
| --------------------------------- | ---------- | --------------- | --- | --- | -- | --- | ----------- |
| Central Español                   | Uruguay    | 2004            | 12  | 2   | 3  | 7   | 25%         |
| Selección de Uruguay Sub-15       | Uruguay    | 2007-2009       | 36  | 23  | 2  | 11  | 65.74%      |
| Selección de Uruguay Sub-17       | Uruguay    | 2009-2014       | 98  | 47  | 23 | 28  | 55.78%      |
| Selección de Uruguay Sub-20       | Uruguay    | 2014-2019       | 114 | 53  | 28 | 33  | 54.68%      |
| Selección de Uruguay Sub-22       | Uruguay    | 2015            | 5   | 4   | 0  | 1   | 80%         |
| Selección de Uruguay Sub-18       | Uruguay    | 2017            | 6   | 3   | 2  | 1   | 61.11%      |
| Selección de Uruguay (Interinato) | Uruguay    | 2018            | 1   | 1   | 0  | 0   | 100%        |
| Selección de Honduras             | Honduras   | 2019-2021       | 29  | 8   | 10 | 11  | 39.08%      |
| Selección de Honduras Sub-23      | Honduras   | 2019-2021       | 5   | 1   | 2  | 2   | 33.33%      |
| Liga Deportiva Alajuelense        | Costa Rica | 2022            | 28  | 14  | 9  | 5   | 60.71%      |
| Deportivo Maldonado               | Uruguay    | 2022-2023       | 30  | 10  | 11 | 18  | 33.33%      |
| Selección de Uruguay Sub-20       | Uruguay    | 2024-actualidad |     |     |    |     |             |
| Total                             | Total      | Total           | 344 | 158 | 83 | 103 | 53.97%      |

## Participaciones internacionales como entrenador
| Competición                            | Sede                   | Resultado        | Selección           |
| -------------------------------------- | ---------------------- | ---------------- | ------------------- |
| Campeonato Sudamericano Sub-15 de 2007 | Brasil                 | Subcampeón       | Selección uruguaya  |
| Campeonato Sudamericano Sub-15 de 2009 | Bolivia                | Cuarto lugar     | Selección uruguaya  |
| Campeonato Sudamericano Sub-17 de 2011 | Ecuador                | Subcampeón       | Selección uruguaya  |
| Copa Mundial Sub-17 de 2011            | México                 | Subcampeón       | Selección uruguaya  |
| Campeonato Sudamericano Sub-17 de 2013 | Argentina              | Cuarto lugar     | Selección uruguaya  |
| Copa Mundial Sub-17 de 2013            | Emiratos Árabes Unidos | Cuartos de final | Selección uruguaya  |
| Juegos Panamericanos de 2015           | Canadá                 | Medalla de oro   | Selección uruguaya  |
| Campeonato Sudamericano Sub-20 de 2017 | Ecuador                | Campeón          | Selección uruguaya  |
| Copa Mundial Sub-20 de 2017            | Corea del Sur          | Cuarto lugar     | Selección uruguaya  |
| Juegos Suramericanos 2018              | Bolivia                | Subcampeón       | Selección uruguaya  |
| Campeonato Sudamericano Sub-20 de 2019 | Chile                  | Tercer lugar     | Selección uruguaya  |
| Copa de Oro de la Concacaf 2019        | Estados Unidos         | Primera fase     | Selección hondureña |
| Juegos Panamericanos de 2019           | Perú                   | Medalla de plata | Selección hondureña |
| Copa de Oro de la Concacaf 2021        | Estados Unidos         | Cuartos de final | Selección hondureña |